# محرم ارگین
محرم ارگین (به ترکی استانبولی: Muharrem Ergin) (۱۹۲۳، آخالتسیخه - ۶ ژانویه ۱۹۹۵، استانبول) یک ترک‌شناسِ ترکیه‌ای بود.
او در آخالتسیخه در خانواده‌ای از قره‌پاپاق‌ها (ترکانی معروف به «ترک‌های مسکت» در ترکیه که به زبان قره‌پاپاق، زبانی از خانوادۀ زبان‌های اوغوزی و نزدیک به ترکی‌های آذربایجانی و استانبولی سخن می‌گویند) به دنیا آمد. در سال ۱۹۲۵ به همراه خانواده خود به ترکیه مهاجرت کرد و در شهر بولانیک در موش ساکن شد. ارگین که تحصیلات خود را در بولانک آغاز کرد، در سال ۱۹۴۳ به عنوان دانش آموز شبانه‌روزی در دبیرستان بالیکسیر ادامه تحصیل داد. و در سال ۱۹۴۷ از دانشکده ادبیات دانشگاه استانبول فارغ‌التحصیل شد. به عنوان دستیار رشیت رحمتی آرات، تحصیلات آکادمیک خود را در دانشگاهی که از آن فارغ‌التحصیل شده بود آغاز کرد. وی در سال ۱۹۶۳ عنوان دانشیار و در سال ۱۹۷۱ به عنوان استاد دریافت کرد و بین سالهای ۱۹۸۶–۱۹۹۰ رئیس گروه زبان و ادبیات ترکی دانشگاه بود. ارگین، سنگ‌نوشته اورخون را نیز به ترکی معاصر ترجمه کرد. او در سال ۱۹۹۰ بازنشسته شد. نسخه جمع‌آوری شده وی از «کتاب دَدَه قورقود» براساس دو نسخه درسدن و واتیکان با مقدمه‌ای در معرفی و نقد و بررسی کارهای انجام گرفته دربارهٔ این کتاب قابل توجه است.
او از جمله رهبران کسانی بود که در «رویداد تان» (Tan Olayı) در سال ۱۹۴۵ که در تنش بین نشریهٔ تان و مقالات آن در حمایت از سیاست‌های شوروی در ادعاهای ارضی اتحاد جماهیر شوروی علیه ترکیه و بحران تنگه‌های ترکیه (انگلیسی: Turkish Straits crisis) مطرح شد شرکت کرد و تظاهرکنندگان را رهبری نمود. ارگین که آخرین سال‌های زندگی خود را با بیماری پارکینسون سپری کرد، در ۶ ژانویه ۱۹۹۵، یک هفته پس از ابتلا به به ذات‌الریه درگذشت. قبر او در قبرستان حسدال است.
علی‌اصغر حقدار، نویسنده ایرانیِ ساکن ترکیه در مصاحبه با خبرگزاری آناتولی معتقد است: «ادبیات‌شناسان و پژوهندگان تاریخ و ادبیات ترکیه همچون فؤاد کؤپورلو (Fuat Köprülü)، محرم ارگین و یاووز آک‌پینار نیز سیر تحولی تجدد در ادبیات ترکی آذربایجان را پژوهیده و در میان ادبیات ترکی و ادبیات معاصر و مدرن قرار داده‌اند.»

## آثار

### کتاب‌های او
- ترکی آذری (Azerî Türkçesi) (1970، ۱۹۸۱)
- داستانهای دَدَه قورقود Dede Korkut Stories - (Dede Korkut Hikâyeleri) Dede Korkut kitabı) (۱۹۶۹، ۱۹۷۱، ۱۹۸۰، ۱۹۸۳، ۱۹۸۸، ۱۹۹۱، ۱۹۹۲، ۱۹۹۹)
- بررسی کتاب دَدَه قورقود (Dede Korkut kitabı) (۱۹۵۸، ۱۹۶۳، ۱۹۶۶، ۱۹۸۱)
- لغتنامه کتاب دَدَه قورقود (Dede Korkut kitabı: Metin-Sözlük)(1964؟)
- ابوالغازی بهادرخان: تبارشناسی ترکان (Ebülgazi Bahadır Han: Türklerin Soy Kütüğü) (۱۹۷۴؟)
- زبان و ادبیات ترکی دانشکده ادبیات و آموزش (Edebiyat ve Eğitim Fakültelerinin Türk Dili ve Edebiyatı) (۱۹۸۸، ۱۹۸۹)
- دیوان قاضی برهان الدین سیواسلی (Kadı Burhaneddin Dîvânı) (۱۹۸۰)
- حماسه اوغوز خان (Oğuz Kağan Destanı) (۱۹۸۸)
- پاسخ به اورهان شایک: ما شگفت زده نیستیم (Orhan Şâik'e Cevap: Biz Şaşmadık) (1964)
- سنگ‌نوشته اورخون (Orhun Âbideleri) (1970، ۱۹۷۳، ۱۹۸۰، ۱۹۸۳، ۱۹۸۴، ۱۹۹۸، ۱۹۹۹، ۱۹۸۸، ۱۹۹۹)
- درس‌های زبان ترکی عثمانی (Osmanlıca Dersleri) (1958، ۱۹۶۲، ۱۹۸۰، ۱۹۸۱، ۱۹۸۲، ۱۹۸۶، ۱۹۸۷، ۱۹۸۹)
- امپریالیسم شوروی، بالکان و ترکیه (Sovyet Emperyalizmi, Balkanlar ve Türkiye) (1974؟)
- دستور زبان ترکی (Türk Dil Bilgisi) (1958، ۱۹۶۲، ۱۹۶۷، ۱۹۷۲، ۱۹۷۷، ۱۹۸۰، ۱۹۸۱، ۱۹۸۴، ۱۹۸۵، ۲۰۰۱، ۲۰۰۲)
- زبان ترکی (Türk Dili) (1986، ۲۰۰۲)
- زبان ترکی دبیرستان: (۱۹۷۶)
- احمد و پدربزرگش (Ahmet ve Dedesi) (1999)
- ترکی زبان ترکی: دبیرستان I, II, III, IV. دوره‌ها (۱۹۹۴، ۱۹۹۵)
- زبان و ادبیات ترکی: ادبیات - آهنگسازی - زبان ترکی (۱۹۹۲)
- زبان ترکی: دبیرستان 1 (1991)
- زبان ترکی: دبیرستان دوم. دوره (۱۹۹۲؟)
- مسائل جاری ترکیه (Türkiye'nin Bugünkü Meseleleri) (1975)
- پایان‌نامه‌های ترک‌شناسی (Türkoloji Tezleri) 1922-1961 (1962)
- زبان ترکی برای دانشگاه (Üniversiteler İçin Türk Dili) (1987، ۱۹۸۸، ۱۹۹۲، ۱۹۹۴، ۱۹۹۵، ۲۰۰۱)

### مقالات
- در میان نسخه‌های خطی ترکی در کتابخانه‌های بورسا، İ. U. مجله زبان و ادبیات ترکی دانشکده ادبیات، ج. چهارم، ش ۴، (استانبول ۱۹۵۲)، صص۱۰۷–۱۳۲
- اشعار ترکی در Câmiü'l-Me'âni، İ. U. مجله زبان و ادبیات ترکی دانشکده ادبیات، ج. سوم، ش ۳–۴، صص۵۳۹–۵۶۹.
- در کتاب دده کورکوت اول، İ. U. مجله زبان و ادبیات ترکی دانشکده ادبیات، ج. V, Istanbul, 1953, pp.121-151.
- در کتاب دده کورکوت دوم، İ. U. مجله زبان و ادبیات ترکی دانشکده ادبیات، ج. VI, Istanbul, 1954, pp.91-118.
- مقاله دستور زبان در مورد Kadı Burhaneddin Dîvân, İ. U. مجله زبان و ادبیات ترکی دانشکده ادبیات، ج. چهارم، ش ۴، استانبول، ۱۹۵۲، صص۲۸۷–۳۲۷.
- ملیحی، İ. U. مجله زبان و ادبیات ترکی دانشکده ادبیات، ج. دوم، شماره ۱–۲، استانبول، ۱۹۴۷، ص۵۹–۷۸.
- آثار رشید رحمتی آرات، İ. U. مجله زبان و ادبیات ترکی دانشکده ادبیات، ج. یازدهم، استانبول، ۱۹۶۱، صص۱–۱۰.
- انتشارات مربوط به زبان و ادبیات ترکی، İ. U. مجله زبان و ادبیات ترکی دانشکده ادبیات ج. دوم شماره ۳–۴ (استانبول ۱۹۴۸)، ص ۳۰۱–۳۲۶.
- آموزش ترکی و دستور زبان، ۱۹۷۴، فرهنگ ترکی ۳3 (382) ۲٫۹۵، ص۱–۳.
- مطالعات گروه ترک‌شناسی، II. مطالعات پایان‌نامه، İ. U. مجله زبان و ادبیات ترکی دانشکده ادبیات، ج. X, Istanbul, 1960, pp.133-160.
- مطالعات گروه ترک‌شناسی، مطالعات پایان‌نامه دوم، İ.o. مجله زبان و ادبیات ترکی دانشکده ادبیات، ج. یازدهم، استانبول، ۱۹۶۱، صص۱۰۹–۱۲۸.

### پایان‌نامه‌ها
- Mehmet Metin Karaörs (1985)، دیوان دوم علی شیر نوایی NEVÂDİRÜ'Ş-ŞEBÂB (مقدمه-متن- ویژه زبان) پایان‌نامه دکتری، IU. SOS. دانستن اینست. ۷۱۰ صفحه، فنر TDK.
- Ceval Kaya (1989)، Altun Yaruk (Suvarnaprabhasottama-Sutra) مقدمه-متن-فهرست (۲ جلد) پایان‌نامه دکتری، ۷۷۹ صفحه، شماره پایان‌نامه YÖK: 754.
- Gülşen Seyhan (1990)، حماسه Köroğlu (نوع آذربایجان)، بررسی-متن، پایان‌نامه دکتری، ۵۸۷ صفحه، شماره پایان‌نامه YÖK: 9335.
- مصطفی سینان کاچالین (۱۹۹۰)، ترجمه تاریخچه چینگیس کاگان، پایان‌نامه دکتری، ۳۴۴ صفحه، شماره پایان‌نامه YÖK: 9396.
- Cevdet Eralp Alışık (1991)، داستان‌های ترکی آذری معاصر، پایان‌نامه دکتری، ۴۵۷ صفحه، شماره پایان‌نامه YÖK: 14484.
- Nilüfer Akgür (1986)، نمایه گرامری Kadı Burhaneddin Dîvân (p.61-91)، پایان‌نامه کارشناسی ارشد، ۱۲۸ صفحه، شماره پایان‌نامه YÖK: 162036.
- Ümit Tokatlı (۱۹۸۴)، Menâkıbname Elvan Çelebi (متن - نمایه - دستور زبان)، پایان‌نامه دکتری، ۷۸۴ صفحه، شماره پایان‌نامه YÖK: 163801.

## آثار مربوط به محرم ارگین
- احمد گونشن (۱۹۹۵)، پروفسور. دکتر. بعد از محرم ارگین»، Erciyes، شماره: ۲۰۷، مارس ۱۹۹۵، ص. ۱۴–۱۵.
- Ahmet Bîcan Ercilasun (1995)، «پس از معلم من محرم ارگین»، زبان ترکی، شماره: ۵۱۸، فوریه ۱۹۹۵.
- Gülşen Seyhan Alışık (2005)، «دانشمند باشکوه محرم ارگین بیگ»، مجله مطالعات مدرن ترکی، جلد ۲، شماره ۴، آنکارا ۲۰۰۵، صص ۱۰–۲۵.
- Metin Karaörs (2008)، معلم من پروفسور. دکتر. محرم ارگین، روزنامه استقلال بایگانی‌شده  در ۲۰۰۹-۰۱-۰۳ توسط Wayback Machine

### ویژه نامه محرم ارگین
- (۱۹۹۱)، (پروفسور. دکتر. Muharrem ERGİN)، مجله مطالعات فرهنگ ترکیه، جلد: XXVIII/1-2، ۱۹۹۰، مؤسسه تحقیقات فرهنگ ترکیه، آنکارا، ۳۷۸ ص.
- (۲۰۰۵)، مجله مطالعات مدرن ترکی، جلد: ۲، شماره: ۴، دسامبر ۲۰۰۵، Prof. دکتر. به یاد محرم ارگین